# Kurosaki Maon
Kurosaki Maon (Nhật: 黒崎 真音 (Hắc Khi Chân Âm) , 13 tháng 1 năm 1988 – 16 tháng 2 năm 2023) là một cố ca sĩ kiêm nhạc sĩ sáng tác ca khúc người Nhật Bản, nguyên quán Tokyo, ký hợp đồng với NBCUniversal Entertainment Japan. Cô phát hành album đầu tay H.O.T.D. vào tháng 9 năm 2010, với nhạc phẩm chính là ca khúc kết phim của xê-ri anime Highschool of the Dead. Hai đĩa đơn sau đó của cô, "Magic∞World" và "Memories Last", tiếp tục được chọn làm các ca khúc kết phim của anime Toaru Majutsu no Index II. Kurosaki cũng góp mặt tại nhiều sự kiện âm nhạc bao gồm Lis Ani 2010, và biểu diễn hai lần tại Anime Expo 2011 ở Los Angeles, California, Hoa Kỳ. Cô cũng trình diễn tại Animelo Summer Live 2011 và 2012.

## Sự nghiệp
Kurosaki bắt đầu sự nghiệp ca hát từ Akihabara, tại quán bar nhạc sống Dear Stage, nơi cô góp giọng ít nhất là từ tháng 1 năm 2008. Nhà sản xuất âm nhạc Tomita Akihiro nhận ra tài năng của Kurosaki, rồi sau đó ông trở thành nhà sản xuất của cô sau khi cô ký hợp đồng với Geneon Universal Entertainment. Kurosaki ra mắt công chúng lần đầu tiên với tư cách là một ca sĩ chuyên nghiệp vào tháng 1 năm 2010. Trước khi ra mắt, Kurosaki xuất hiện trên trang bìa tiểu thuyết Maid Road Reload của Kitano Yūsaku như một người mẫu gravure. Tiểu thuyết phát hành ngày 26 tháng 4 năm 2010 bởi ASCII Media Works dưới ấn hiệu Media Works Bunko.
Sản phẩm âm nhạc đầu tay của Kurosaki là album H.O.T.D. phát hành ngày 22 tháng 9 năm 2010, trong đó có ca khúc chủ đề kết phim của xê-ri anime năm 2010 Highschool of the Dead. Để kỷ niệm việc phát hành album và phát sóng anime, cô biểu diễn các ca khúc trong album mỗi tuần một lần tại quán Dear Stage, từ 7 tháng 7 đến 22 tháng 9 năm 2010. Một sự kiện khác nhằm kỷ niệm album được tổ chức ở cửa hàng Animate chi nhánh Yokohama vào ngày 16 tháng 10 năm 2010. Kurosaki trở thành phát thanh viên thường xuyên vào các buổi phát thanh thứ Ba hàng tuần của chương trình radio A&G Artist Zone 2h từ ngày 7 tháng 10 năm 2010. Đĩa đơn đầu tay của cô, "Magic∞World", ra mắt ngày 24 tháng 11 năm 2010, và trong cùng ngày cô đã biểu diễn tại Dear Stage để kỷ niệm phát hành. Đĩa đơn thứ hai của Kurosaki là "Memories Last" (メモリーズ・ラスト), phát hành ngày 2 tháng 3 năm 2011. Cả "Magic∞World" và "Memories Last" đều được dùng làm các ca khúc kết thúc của xê-ri anime năm 2010 Toaru Majutsu no Index II.
Kurosaki có buổi hòa nhạc solo đầu tiên lấy tên "Maon Kurosaki Live 2011 Spring: Memories First" kéo dài hai ngày từ 4 đến 5 tháng 5 năm 2011 ở Harajuku. Cô ra mắt khán giả Bắc Mỹ lần đầu tiên tại Anime Expo 2011 ở Los Angeles, California, Hoa Kỳ; cô đã biểu diễn vào các ngày 1 và 3 tháng 7. Kurosaki phát hành mini-album Goshiki Uta: Immortal Lovers vào ngày 10 tháng 8 năm 2011 với các ca khúc dùng trong xê-ri anime OVA năm 2011 Hakuōki Sekkaroku. Cô xuất hiện lần đầu tiên tại Animelo Summer Live 2011 vào ngày 28 tháng 8. Kurosaki phát hành album phòng thu thứ hai của cô là Butterfly Effect vào ngày 30 tháng 11 năm 2011.
Năm 2011, Kurosaki thành lập ban nhạc Altima cùng với Mototaka "Motsu" Segawa (tức Segawa Mototaka) của Move và Satoshi "Sat" Yaginuma (tức Yaginuma Satoshi) của fripSide. Kurosaki ra mắt thêm ba đĩa đơn trong năm 2012: "Hell:ium" vào ngày 9 tháng 5, "Reimei" (黎鳴) vào ngày 8 tháng 8 và "Under / Shaft" vào ngày 17 tháng 10. "Reimei" là ca khúc chủ đề đầu phim của xê-ri anime năm 2012 Hakuōki Reimeiroku, còn "Under / Shaft" là ca khúc chủ đề đầu phim của xê-ri anime năm 2012 Jormungand: Perfect Order. Album phòng thu thứ ba của Kurosaki, Vertical Horizon, phát hành ngày 10 tháng 4 năm 2013. Đĩa đơn "X-Encounter" của cô phát hành ngày 6 tháng 11 năm 2013, dùng làm ca khúc chủ đề đầu phim của xê-ri anime năm 2013 Tokyo Ravens. Album hát lại (cover) Reincarnation của cô phát hành ngày 23 tháng 7 năm 2014. Trong tháng 7 năm 2014, Kurosaki đã tham dự Bangkok Comic Con ở Băng Cốc, Thái Lan. Đĩa đơn thứ bảy của Kurosaki, "Rakuen no Tsubasa" (楽園の翼), phát hành ngày 15 tháng 10 năm 2014; ca khúc này là bài hát chủ đề đầu phim của xê-ri anime năm 2014 Grisaia no Kajitsu. Đĩa đơn thứ tám của cô, "Setsuna no Kajitsu" (刹那の果実), phát hành ngày 13 tháng 5 năm 2015; ca khúc này là bài hát chủ đề đầu phim của xê-ri anime năm 2015 Le Eden de la Grisaia.
Đĩa đơn thứ chín của Kurosaki, "Harmonize Clover" (ハーモナイズ・クローバー), ra mắt ngày 19 tháng 8 năm 2015. "Harmonize Clover", cùng với "Afterglow" (アフターグロウ) trong cùng đĩa đơn, là các ca khúc chủ đề kết phim của xê-ri anime năm 2015 School-Live!. Kurosaki phát hành album phòng thu thứ tư Mystical Flowers vào ngày 25 tháng 11 năm 2015. Cô phát hành đĩa đơn thứ mười, "Dead Or Lie", vào ngày 17 tháng 8 năm 2016, thể hiện cùng bộ đôi Trustrick; bài hát là ca khúc chủ đề đầu phim của xê-ri anime năm 2016 Danganronpa 3: The End of Kibougamine Gakuen: Mirai-hen. Đĩa đơn thứ 11 của Kurosaki, "Vermillion", phát hành ngày 23 tháng 11 năm 2016; bài hát được dùng làm ca khúc chủ đề kết phim của xê-ri anime năm 2016 Drifters.
Năm 2021, Kurosaki tạm ngưng sự nghiệp của mình khi ngã quỵ trong một buổi phát trực tiếp trong tháng 9 cùng năm. Cô được chuẩn đoán mắc bệnh và qua đời vào ngày 16 tháng 2 năm 2023.

## Danh sách đĩa nhạc

### Album phòng thu
| Tên              | Chi tiết album                                                                                            | Thứ hạng Oricon |
| Tên              | Chi tiết album                                                                                            | JPN             |
| ---------------- | --- | --------------- |
| H.O.T.D.         | - Phát hành: 22 tháng 9 năm 2010 (JPN) - Nhãn đĩa: Geneon - Định dạng: CD, tải xuống kỹ thuật số          | 25              |
| Butterfly Effect | - Phát hành: 30 tháng 11 năm 2011 (JPN) - Nhãn đĩa: Geneon - Định dạng: CD, CD/DVD, tải xuống kỹ thuật số | 43              |
| Vertical Horizon | - Phát hành: 10 tháng 4 năm 2013 (JPN) - Nhãn đĩa: Geneon - Định dạng: CD, CD/DVD, tải xuống kỹ thuật số  | 25              |
| Mystical Flowers | - Phát hành: 25 tháng 11 năm 2015 (JPN) - Nhãn đĩa: Geneon - Định dạng: CD, CD/Blu-ray                    | 27              |

### Album cover
| Tên           | Chi tiết album                                                                                   | Thứ hạng Oricon |
| Tên           | Chi tiết album                                                                                   | JPN             |
| ------------- | ------------------------------------------------------------------------------------------------ | --------------- |
| Reincarnation | - Phát hành: 23 tháng 7 năm 2014 (JPN) - Nhãn đĩa: Geneon - Định dạng: CD, tải xuống kỹ thuật số | 21              |

### EP
| Tên                                                      | Chi tiết album                                                                                   | Thứ hạng Oricon |
| Tên                                                      | Chi tiết album                                                                                   | JPN             |
| -------------------------------------------------------- | ------------------------------------------------------------------------------------------------ | --------------- |
| Goshiki Uta: Immortal Lovers (五色詠 "Five Color Songs") | - Phát hành: 22 tháng 9 năm 2010 (JPN) - Nhãn đĩa: Geneon - Định dạng: CD, tải xuống kỹ thuật số | 51              |

### Đĩa đơn
| Tên                                                   | Năm  | Thứ hạng   | Thứ hạng    | Album            |
| Tên                                                   | Năm  | JPN Oricon | JPN Hot 100 | Album            |
| ----------------------------------------------------- | ---- | ---------- | ----------- | ---------------- |
| "Magic∞World"                                         | 2010 | 20         | —           | Butterfly Effect |
| "Memories Last" (メモリーズ・ラスト Memorīzu Rasuto)  | 2011 | 14         | 60          | Butterfly Effect |
| Hell:ium                                              | 2012 | 61         | —           | Vertical Horizon |
| "Reimei" (黎鳴-reimei- "Dark Dawn")                   | 2012 | 40         | —           | Vertical Horizon |
| "Under/Shaft"                                         | 2012 | 36         | —           | Vertical Horizon |
| "X-Encounter"                                         | 2013 | 13         | 22          | Reincarnation    |
| "Rakuen no Tsubasa" (楽園の翼 "Paradise Wings")       | 2014 | 16         | 27          | Mysitcal Flowers |
| "Setsuna no Kajitsu" (刹那の果実 "Fruit of a Moment") | 2015 | 21         | TBA         | Mysitcal Flowers |
| "Harmonize Clover" (ハーモナイズ・クローバー)         | 2015 | 36         | TBA         | Mysitcal Flowers |
| "Dead Or Lie"                                         | 2016 | 27         | TBA         | TBA              |
| "Vermillion"                                          | 2016 | 44         | TBA         | TBA              |

### Video âm nhạc
| Năm  | Bài hát              | Đạo diễn |
| ---- | -------------------- | -------- |
| 2010 | "Magic∞World"        |          |
| 2011 | "Memories Last"      |          |
| 2011 | "Vanishing Point"    |          |
| 2012 | "Hell:ium"           |          |
| 2012 | "Reimei"             |          |
| 2012 | "Under / Shaft"      |          |
| 2013 | "X-Encounter"        |          |
| 2014 | "Rakuen no Tsubasa"  |          |
| 2015 | "Setsuna no Kajitsu" |          |
| 2015 | "Harmonize Clover"   |          |
| 2016 | "Dead Or Lie"        |          |
| 2016 | "Vermillion"         |          |

### Xuất hiện trong các album khác
| Năm  | Bài hát                      | Album                                      | Ghi chú                                                                           | Tham khảo |
| ---- | ---------------------------- | ------------------------------------------ | --------------------------------------------------------------------------------- | --------- |
| 2010 | "Kimi to Taiyō ga Shinda Hi" | Highschool of the Dead Original Soundtrack | Ca khúc chủ đề phiên bản ngắn của bộ anime truyền hình Highschool of the Dead.    | [ 23 ]    |
| 2011 | "Magic∞World"                | Toaru Majutsu no Index II O.S.T 1          | Ca khúc chủ đề phiên bản ngắn của bộ anime truyền hình Toaru Majutsu no Index II. | [ 24 ]    |
| 2011 | "Memories Last"              | Toaru Majutsu no Index II O.S.T 2          | Ca khúc chủ đề phiên bản ngắn của bộ anime truyền hình Toaru Majutsu no Index II. | [ 25 ]    |
| 2013 | "Snap out of it!!"           | Toaru Majutsu no TV Songs                  | Song ca cùng Kawada Mami.                                                         | [ 26 ]    |